# Robert Winnigstedt
Robert Winnigstedt (* 20. März 1903 in Minden, Ostwestfalen; † 4. März 1977 in Bonn) war ein deutscher Diplomlandwirt und Tierzuchtleiter.

## Leben
Robert Winnigstedt stammte aus dem östlichen Teil der preußischen Provinz Westfalen, lernte nach dem Abitur in landwirtschaftlichen Betrieben Niedersachsens und Thüringens,  studierte danach an der Universität Jena (Wilhelm Edler, Friedrich Parsival Stegmann v. Pritzwald) sowie der Landwirtschaftlichen Hochschule (LH) Berlin (Johannes Hansen, Friedrich Aereboe) und schloss mit der Prüfung als Diplomlandwirt ab. Es folgten 1927 die Promotion an der LH Berlin zum Dr. agr. und ein Jahr später das preußische Tierzuchtleiterexamen. 
Im Jahre 1927 begann Winnigstedt als Tierzuchtassistent bei der „Westfälischen Herdbuchgesellschaft“ (für Rinder). 1934 wurde er Abteilungsleiter Tierzucht der Landesbauernschaft Rheinland (ab 1937 als Landwirtschaftsrat, ab 1940 als Oberlandwirtschaftsrat) und gleichzeitig Geschäftsführer des „Rheinischen Verbandes für Tieflandrinderzucht“ sowie des „Landeskontrollverbandes Rheinland“. In den Jahren 1944/45 vertrat er den Leiter für landwirtschaftliche Erzeugung der Abteilung II des Reichsnährstandes in Berlin, Albert Brummenbaum. 
Nach dem Ende des Zweiten Weltkrieges befasste sich Winnigstedt zunächst in der Zentrale für Ernährung und Landwirtschaft der Britischen Militärregierung mit der Neuordnung der Tierzuchtverwaltung und -verbände in der britisch besetzten Zone und wurde dazu ehrenamtlicher Geschäftsführer des Zentralverbandes der Rinderzüchter. Ab 1947 übernahm er die Leitung dieser Organisation hauptamtlich – sie nannte sich ab 1951 Arbeitsgemeinschaft Deutscher Rinderzüchter e. V. (ADR).  Mit der Gründung der Arbeitsgemeinschaft Deutscher Tierzüchter  e. V. (ADT) im Jahre 1948 wurde Winnigstedt deren Geschäftsführer und bündelte damit die nach neuem Vereinsrecht gebildeten Dachverbände als Zusammenschlüsse der Landesverbände bei den Haupt-Nutztierarten auf dem Gebiet der späteren Bundesrepublik. Zeitweilig war er zusätzlich Geschäftsführer der Vereinigung Deutscher Landesschafzuchtverbände e. V. (VDL). Am Ende des Jahres 1968 trat er in den Ruhestand.
In den 22 Jahren dieser verantwortungsvollen Tätigkeit bearbeitete Winnigstedt viele Bereiche:
- Koordinierung und Anleitung der im Dachverband vereinigten Landes-Tierzuchtverbände
- Einrichtung eines neuen „Hauses der Tierzucht“ als Zentrale in Bonn
- Gründung, Inbetriebnahme und Unterstützung der IMEX (Deutsche Zucht- und Nutzvieh Im- und Exportgesellschaft mbH) mit Niederlassungen in München und Bonn sowie anderer Handelsorganisationen
- Herausgabe und Redaktion der Zeitschrift „Der Tierzüchter“ (Zeitschrift für Veredlungswirtschaft), die im Turnus von zwei Wochen erschien und sich mit allen Nutztierarten befasste
- Reorganisierung des Ausstellungswesens unter neuen Gesichtspunkten (größere Bedeutung von Nachzuchtschauen)
- Mitarbeit bei der Neuordnung des nationalen Tierzucht-, Tierseuchen- und Futtermittelrechts
- Umsetzung neuer Erkenntnisse der Wissenschaft (insbesondere von Ivar Johannsson) unter Anwendung der Künstlichen Besamung und erster Stufen der Rechentechnik zur Auswertung der Leistungsergebnisse
- Zusammenarbeit mit den Veterinärmedizinern unter Nutzung der Gesundheitsdienste zur Bekämpfung von Tierseuchen wie Tuberkulose, Abortus Bang, Leukose und Maul- und Klauenseuche (MKS)
- Knüpfung von internationalen Kontakten innerhalb der EWG und darüber hinaus
- Konstruktive Zusammenarbeit mit dem Deutschen Bauernverband (DBV) und der Deutschen Landwirtschafts-Gesellschaft (DLG)
- Mithilfe beim Wiederaufbau der Deutschen Gesellschaft für Züchtungskunde e. V. (DGfZ) und ihrer Umstrukturierung 1954 mit stärkerer Einbeziehung der Tierärzte durch die neue Arbeitsgruppe „Zuchthygiene“
- Zahlreiche Veröffentlichungen zu Züchterpersönlichkeiten

Seit 1950 wurde er durch seinen Mitarbeiter und späteren Nachfolger Heino Messerschmidt unterstützt.

## Ehrenämter
Durch seine Tätigkeit wurde Winnigstedt in vielen Gremien ehrenamtlich wirksam:
- 1949–1950 Geschäftsführer, 1950–1951 Berater der IMEX
- 1951–1965 Mitglied des Aufsichtsrates und der „Kleinen Kommission“ der IMEX
- 1965–1977 Vorsitzender der Gesellschafterversammlung und der „Kleinen Kommission“ der IMEX
- 1957–1969 stellv. Vorsitzender des Auslandskontors der deutschen Tierzucht e. V. zur Werbung für deutsches Zuchtvieh
- 1970–1977 stellv. Vorsitzender der Gesellschafterversammlung der Pferde- und Viehverkehrs GmbH
- 1949–1968 Redakteur der Zeitschrift „Der Tierzüchter“ mit mehr als 1.200 Ausgaben
- langjähriges Vorstands- und Fachausschussmitglied der Deutschen Gesellschaft für Züchtungskunde e. V. (DGfZ)
- Vorsitzender der Kommission für die Verleihung und Führung des DLG-Gütezeichens für Futtermittel
- Mitglied der Studienkommission für Rinderproduktion der Europäischen Vereinigung für Tierzucht (später Tierproduktion, EVT)
- Langjähriges Mitglied des Vorstandes des Europäischen Komitees für Milchleistungsprüfungen
- Gutachter für das Tierzuchtprojekt DEIR-el-HAJAR in Syrien

## Veröffentlichungen (Auswahl)
- Untersuchungen über die Rindviehzucht in Minden-Ravensberg. Diss. Landw. Hochschule Berlin, 1927, 192 S.
- Bauern auf kargen Böden; Die Tierzuchtforschung im Dienste der Ernährungssicherung; Zuchtmethoden und Probleme der deutschen Tierzucht; Das wehrhafte Dorf u.a. In: Deutsche Agrarpolitik. Nummer 8, Jahrgang 2, Mai 1944. Broschüre 1944. Mit Robert Winnigstedt.
- Die deutschen Rinderrassen: ihre Zuchtziele, Verbreitungsgebiete und Zuchtverbände. (mit  F. Scholz und F. Birker) Hannover: Schaper, 1953, Arbeiten der ADR, Heft 13.
- Stand der Rinderbesamung im Bundesgebiet am 1.1.1957. Hannover: Schaper, 1957,  Arbeiten der ADT, H. 21.
- Tierzucht in der Türkei. In: Deutsch-Türkische Gesellschaft e. V., Bonn, Heft 19, Dez. 1957.
- Stand der Rinderbesamung in der Bundesrepublik Deutschland. Stand vom 1.1.1959. Hannover: Schaper, 1959, Arbeiten der ADR, Heft 25.
- Maßnahmen zur Förderung der landwirtschaftlichen Tierzucht. In: Handbuch der Landwirtschaft. Band III, 2. Aufl., 1952, S. 357–409.
- 25 Jahre IMEX. Die Geschichte des deutschen Zuchtvieh Im- und Exportes. 1974.

## Würdigung
Winnigstedt stand am Ausgang der konservativen Periode in der deutschen Tierzucht und wusste, wohin die weitere Entwicklung führen würde. Er hat diesen stufenweisen Übergang vorbereitet oder selbst eingeleitet. Das Ziel war eine wirtschaftlich orientierte Tierproduktion, die sich der damals modernsten Hilfsmittel der Wissenschaft bediente. Er verstand es durch sein diplomatisch-taktisches Geschick, in den Verhandlungen auch bei widerstrebenden oder unterschiedlichen Meinungen der Entwicklung dienliche Ergebnisse zu erzielen. In seinen vielen Publikationen schrieb er für Berater und Züchter und verbreitete so wissenschaftliche Erkenntnisse und praktische Erfahrungen.

## Ehrungen
Winnigstedt wurde im Jahre 1976 für seine bedeutenden Leistungen und nach über 50-jähriger Mitgliedschaft zum Ehrenmitglied der Deutschen Gesellschaft für Züchtungskunde (DGfZ) ernannt.